# 1986 في الهند
فيما يلي قوائم الأحداث التي وقعت خلال عام 1986 في الهند.

## سياسة

### تعيين في المنصب
- 3 أبريل – شانكار دايال شارما Governor of Maharashtra ‏.

## مواليد

### يناير
- 21 يناير – سوشانت سينغ راجبوت
- 28 يناير – شروتي حسن ممثلة هندية.

### مارس
- 2 مارس – ديفيج شاران لاعب كرة مضرب هندي.

### أبريل
- 10 أبريل – عايشة تاكيا ممثلة هندية.
- 30 أبريل – نيها هينغي

### مايو
- 4 مايو – تريشا كريشنان ممثلة هندية.
- 6 مايو – شاهانا غوسوامي ممثلة هندية.

### يونيو
- 6 يونيو – بيهافانا بالاشاندران
- 17 يونيو – ليزا هايدون

### يوليو
- 3 يوليو – كراتيكا سنغار ممثلة هندية.

### أغسطس
- 20 أغسطس – تانيا ساشديف لاعبة شطرنج هندية.
- 28 أغسطس – هوما قريشي ممثلة هندية.

### نوفمبر
- 15 نوفمبر – سانيا ميرزا لاعبة كرة مضرب هندية.

## وفيات

### فبراير
- 17 فبراير – جدو كريشنامورتي (مواليد 1895) جدو كريشنامورتي.

### سبتمبر
- 5 سبتمبر – نيرجا بانوت (مواليد 1963)

### ديسمبر
- 13 ديسمبر – سميتا باتيل (مواليد 1955)